# И.В.Г. Колбакини (Падова)
И.В.Г. Колбакини је насеље у Италији у округу Падова, региону Венето.
Према процени из 2011. у насељу је живело 53 становника. Насеље се налази на надморској висини од 23 м.